# Micheline La France
Micheline La France, née le 18 décembre 1944 à Montréal et morte le 21 juillet 2014 dans la même ville,, est une femme de lettres québécoise.

## Biographie
Elle est l'auteur de romans et de recueils de nouvelles ainsi que de poésies (Tâche d'or au fond de l'œil, 2006).
Dans certains de ses livres, elle met en scène le romancier Marc Léger, menant des enquêtes faussement policières : elles dérivent en fait sur la métaphysique et la littérature.

## Œuvre

### Romans
- Bleue (1985)
- Le Talent d'Achille (1990), réédition en 2001
- Le Visage d'Antoine Rivière (1994), réédition en 2001
- Le Don d'Auguste (2000), réédition en 2002

### Recueils de nouvelles
- Le Fils d'Ariane et autres nouvelles (1986), réédition en 1996
- Vol de vie (1992)

### Poésie
- Tache d'or au fond de l'oeil (2006)

### Autres publications
- Sur les routes du monde... en cercueil roulant (1977)
- Denise Pelletier, ou, La folie du théâtre (1979)
- Le Soleil des hommes (1980)

## Honneurs
- Prix Robert-Cliche (1983), Bleue
- Prix Jean-Hamelin (2001), Le Don d'Auguste